# Nepomuk (ort i Tjeckien, Mellersta Böhmen)
Nepomuk är en ort i Tjeckien.   Den ligger i regionen Mellersta Böhmen, i den centrala delen av landet, 60 km sydväst om huvudstaden Prag. Nepomuk ligger 661 meter över havet och antalet invånare är 174.
Terrängen runt Nepomuk är kuperad åt nordväst, men åt sydost är den platt. Runt Nepomuk är det ganska glesbefolkat, med 31 invånare per kvadratkilometer. Närmaste större samhälle är Příbram, 13,5 km öster om Nepomuk. I omgivningarna runt Nepomuk växer i huvudsak blandskog.